# Stylaster
Stylaster es un género de coral de la familia Stylasteridae, que pertenece al orden Anthoathecata. 
Se le encuadra en el grupo de los denominados falsos corales duros, o hydrocorales, ya que pertenece a la clase Hydrozoa.
Su esqueleto está compuesto de aragonita. Tras la muerte del coral, su esqueleto contribuye a la generación de nuevos arrecifes en la naturaleza, debido a que la acción del CO2 convierte muy lentamente su esqueleto en bicarbonato cálcico, sustancia ésta asimilable directamente por las colonias coralinas. 

## Especies
El Registro Mundial de Especies Marinas acepta las siguientes especies vivientes:
| - Stylaster alaskanus Fisher, 1938 - Stylaster amphiheloides Kent, 1871 - Stylaster antillarum Zibrowius & Cairns, 1982 - Stylaster asper Kent, 1871 - Stylaster atlanticus Broch, 1936 - Stylaster aurantiacus Cairns, 1986 - Stylaster bellus (Dana, 1848) - Stylaster biflabellum Cairns, 2015 - Stylaster bilobatus Hickson & England, 1909 - Stylaster bithalamus Broch, 1936 - Stylaster blatteus (Boschma, 1961) - Stylaster bocki Broch, 1936 - Stylaster boreopacificus Broch, 1932 - Stylaster boschmai (Eguchi, 1965) - Stylaster brochi (Fisher, 1938) - Stylaster brunneus Boschma, 1970 - Stylaster californicus (Verrill, 1866) - Stylaster campylecus (Fisher, 1938) - Stylaster carinatus Broch, 1936 - Stylaster cocosensis Cairns, 1991 - Stylaster complanatus Pourtalès, 1867 - Stylaster corallium Cairns, 1986 - Stylaster crassior Broch, 1936 - Stylaster crassiseptum Cairns & Lindner, 2011 - Stylaster densicaulis Moseley, 1879 - Stylaster dentatus Broch, 1936 - Stylaster diastemata Cairns, 2015 - Stylaster divergens Marenzeller, 1904 - Stylaster duchassaingi Pourtalès, 1867 - Stylaster eguchii (Boschma, 1966) - Stylaster elassotomus Fisher, 1938 - Stylaster erubescens Pourtalès, 1868 - Stylaster filogranus Pourtalès, 1871 - Stylaster flabelliformis (Lamarck, 1816) - Stylaster fundatus Cairns, 2015 - Stylaster galapagensis Cairns, 1986 - Stylaster gemmascens (Esper, 1794) - Stylaster gracilis Milne Edwards & Haime, 1850 - Stylaster granulosus Milne Edwards & Haime, 1850 - Stylaster griggi Cairns, 2005 - Stylaster griseus Cairns & Zibrowius, 2013 - Stylaster hattorii (Eguchi, 1968) - Stylaster horologium Cairns, 1991 - Stylaster ibericus Zibrowius & Cairns, 1992 - Stylaster imbricatus Cairns, 1991 | - Stylaster incompletus (Tenison-Woods, 1883) - Stylaster incrassatus Broch, 1936 - Stylaster infundibuliferus Cairns, 2005 - Stylaster inornatus Cairns, 1986 - Stylaster kenti Cairns & Zibrowius, 2013 - Stylaster laevigatus Cairns, 1986 - Stylaster leptostylus (Fisher, 1938) - Stylaster lindneri Cairns, 2015 - Stylaster lonchitis Broch, 1947 - Stylaster marenzelleri Cairns, 1986 - Stylaster maroccanus Zibrowius & Cairns, 1992 - Stylaster marshae Cairns, 1988 - Stylaster microstriatus Broch, 1936 - Stylaster miniatus (Pourtalès, 1868) - Stylaster multiplex Hickson & England, 1905 - Stylaster nobilis (Saville-Kent, 1871) - Stylaster norvegicus (Gunnerus, 1768) - Stylaster obtusus Cairns, 2015 - Stylaster omanensis Cairns & Samimi-Namin, 2015 - Stylaster papuensis Zibrowius, 1981 - Stylaster parageus (Fisher, 1938) - Stylaster polymorphus (Broch, 1936) - Stylaster polystomos Cairns, 2015 - Stylaster profundiporus Broch, 1936 - Stylaster profundus (Moseley, 1879) - Stylaster pulcher Quelch, 1884 - Stylaster purpuratus (Naumov, 1960) - Stylaster ramosus Broch, 1947 - Stylaster repandus Cairns & Lindner, 2011 - Stylaster robustus (Cairns, 1983) - Stylaster rosaceus (Greeff, 1886) - Stylaster roseus (Pallas, 1766) - Stylaster sanguineus Valenciennes in Milne Edwards & Haime, 1850 - Stylaster scabiosus Broch, 1935 - Stylaster sinuosus (Cairns, 1991) - Stylaster solidus Broch, 1935 - Stylaster spatula Cairns, 1986 - Stylaster stejnegeri (Fisher, 1938) - Stylaster stellulatus Stewart, 1878 - Stylaster subviolacea (Kent, 1871) - Stylaster tenisonwoodsi Cairns, 1988 - Stylaster trachystomus (Fisher, 1938) - Stylaster venustus (Verrill, 1870) - Stylaster verrillii (Dall, 1884) |

## Galería

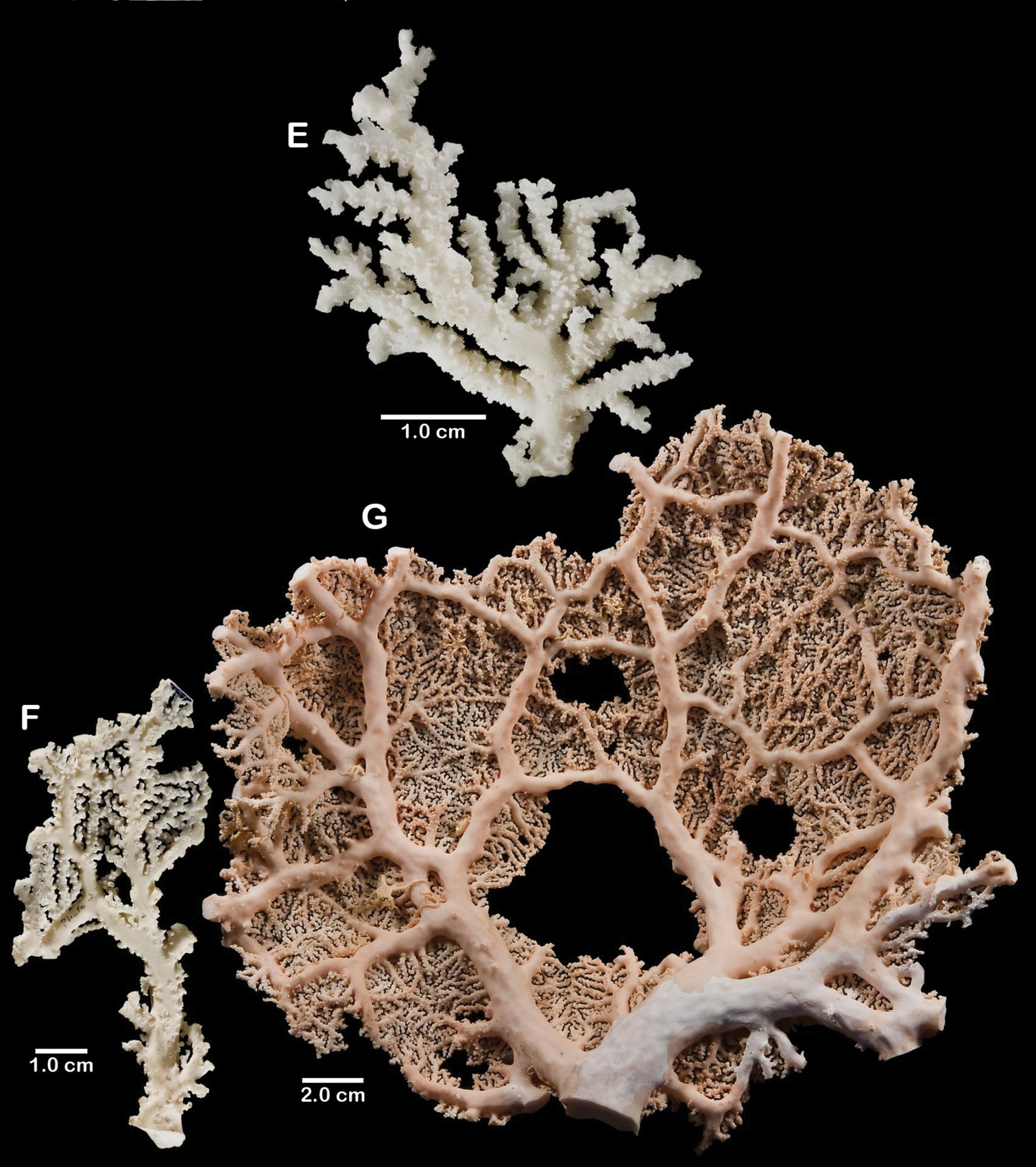
Stylaster alaskanus
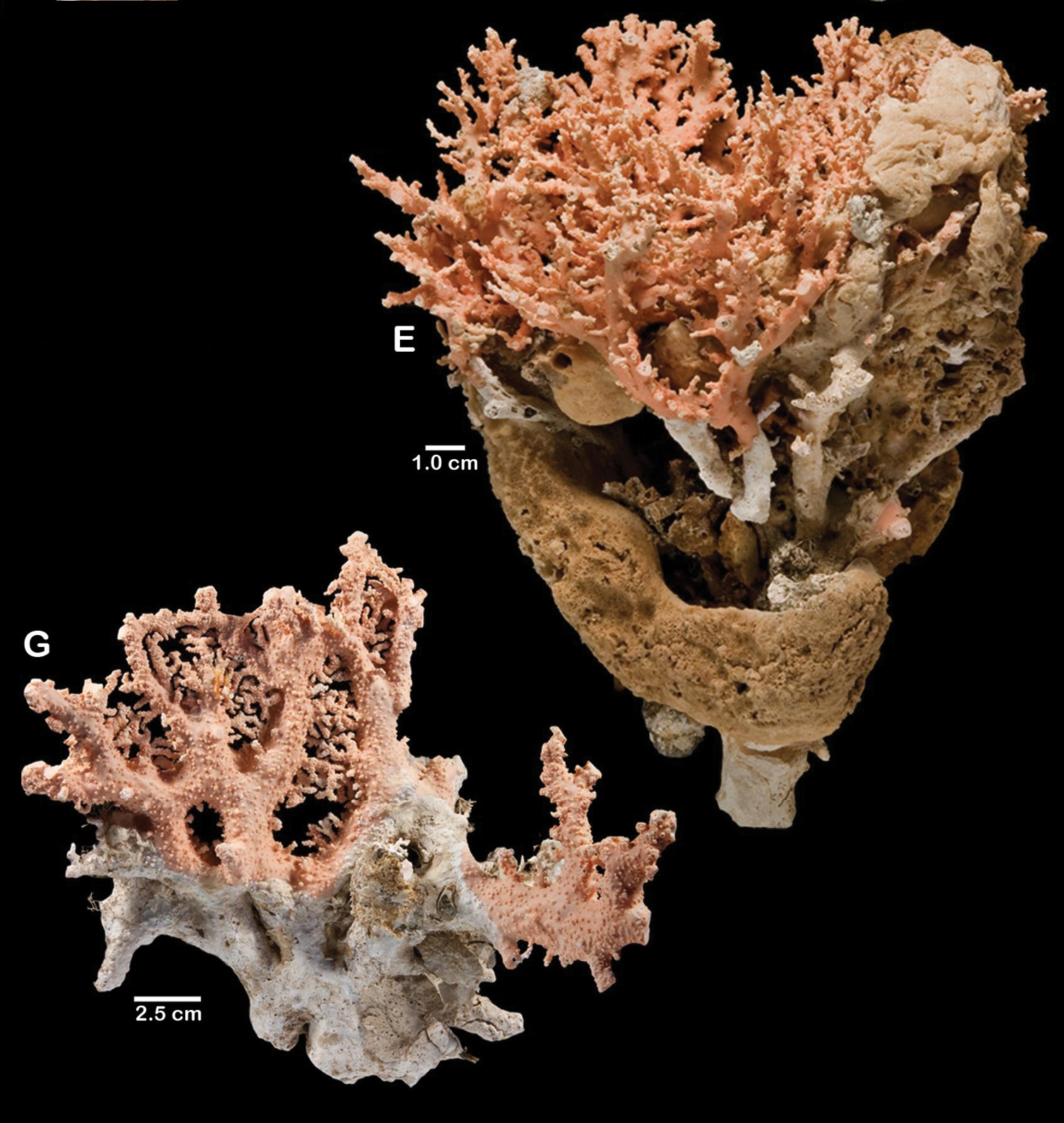
Stylaster brochi
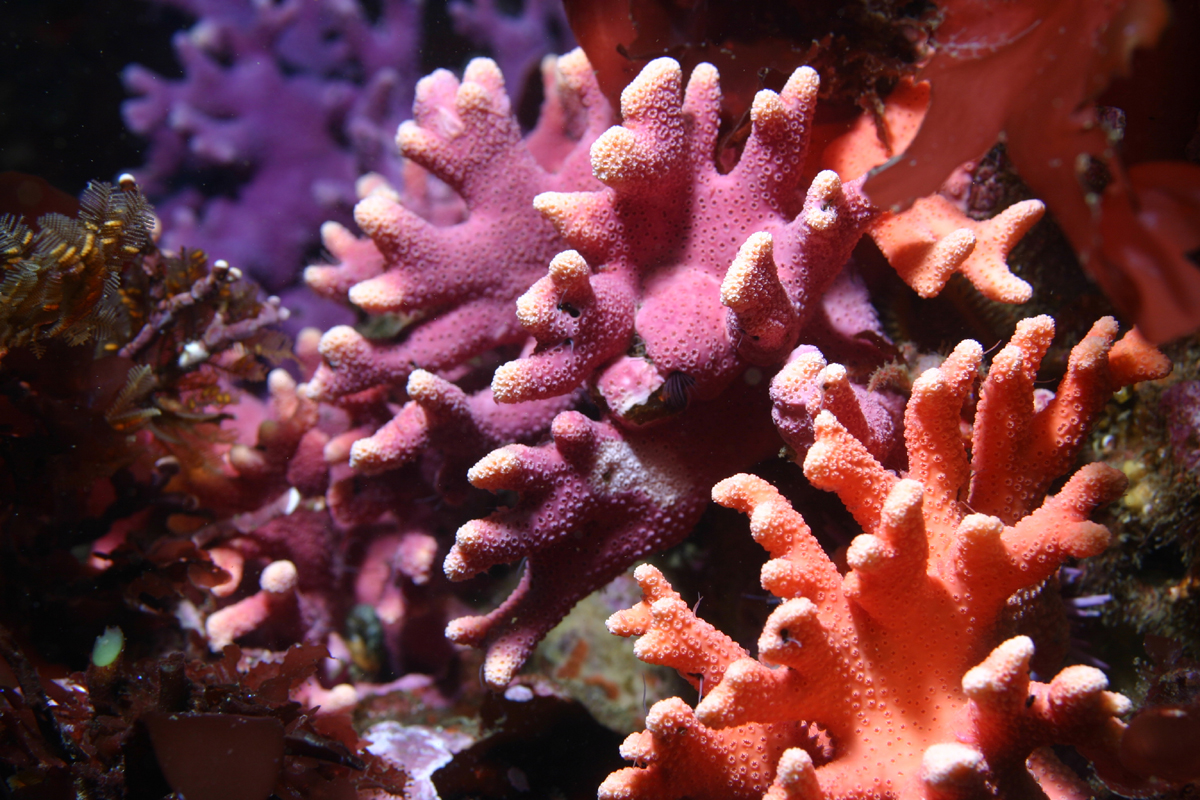
Stylaster californicus
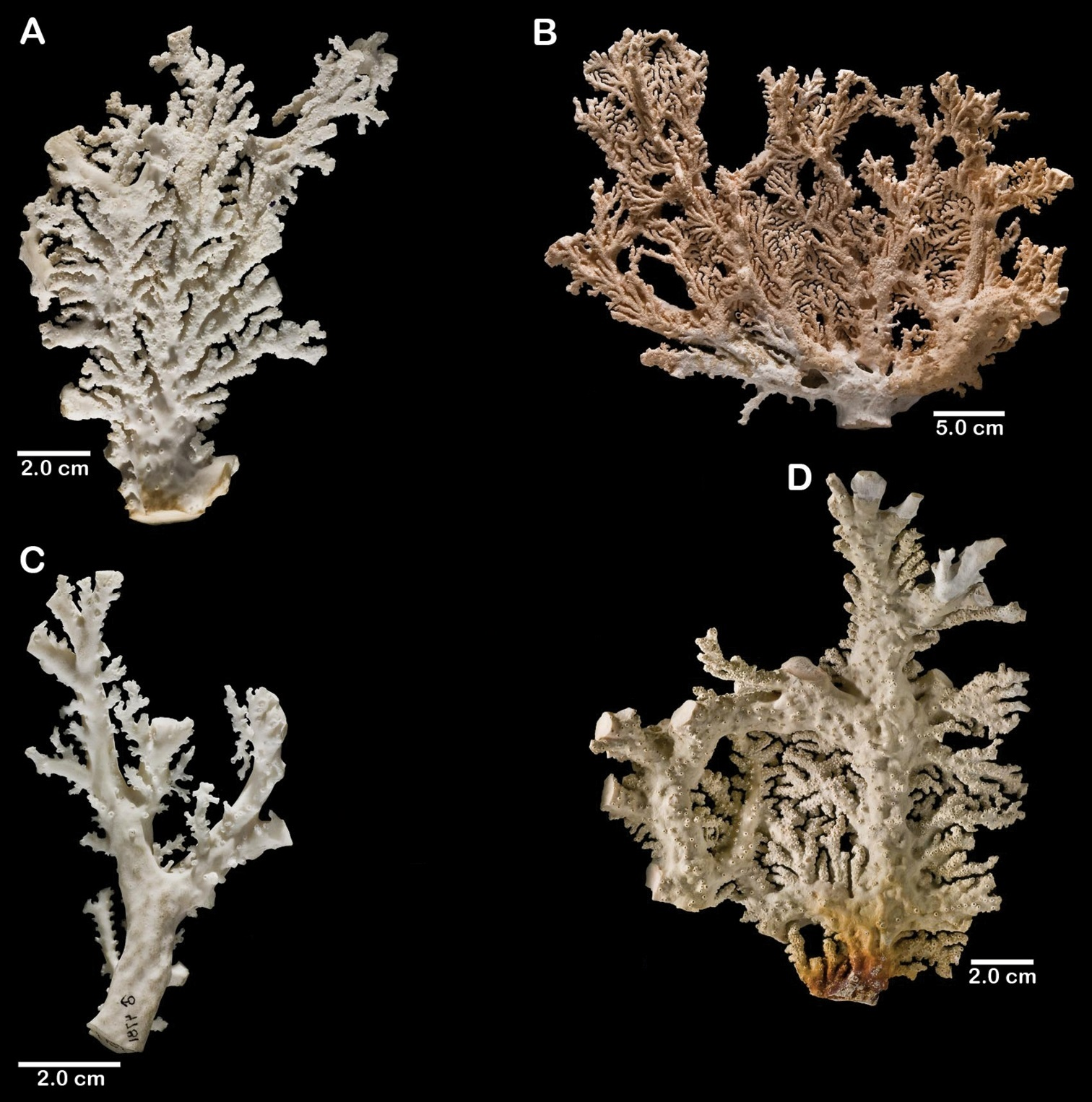
Stylaster campylecus
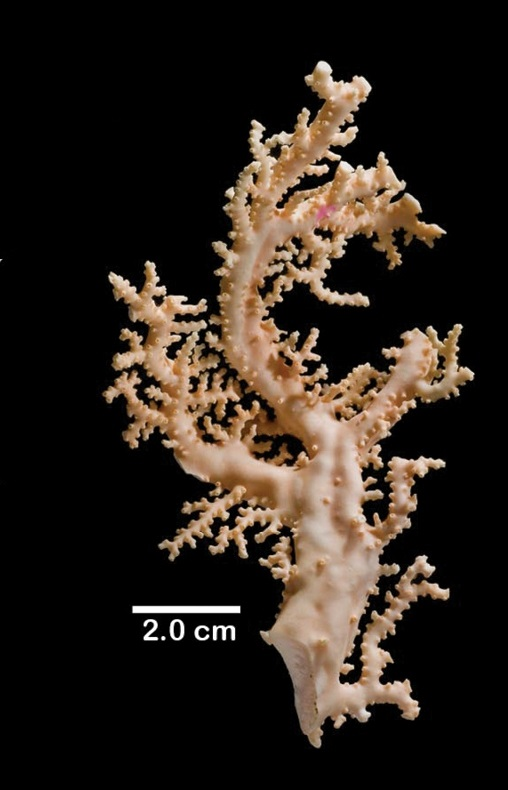
Stylaster crassiseptum
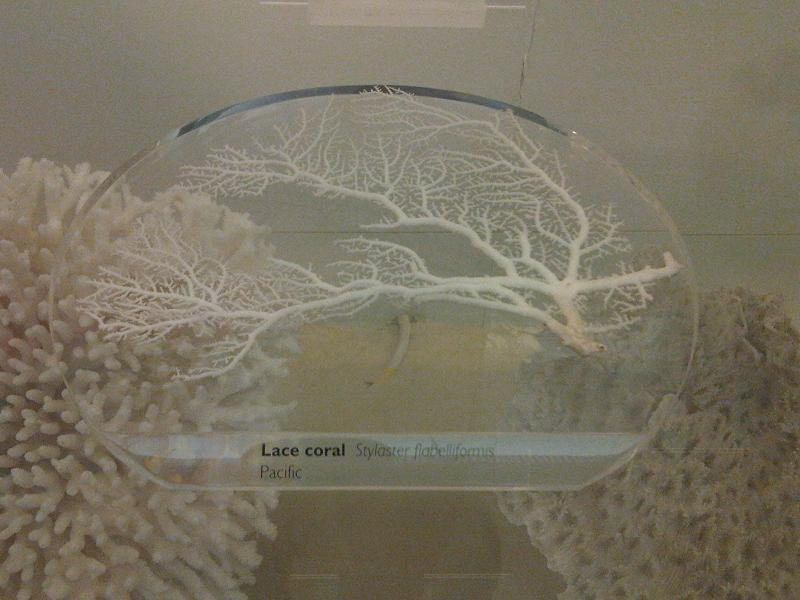
Stylaster flabelliformis
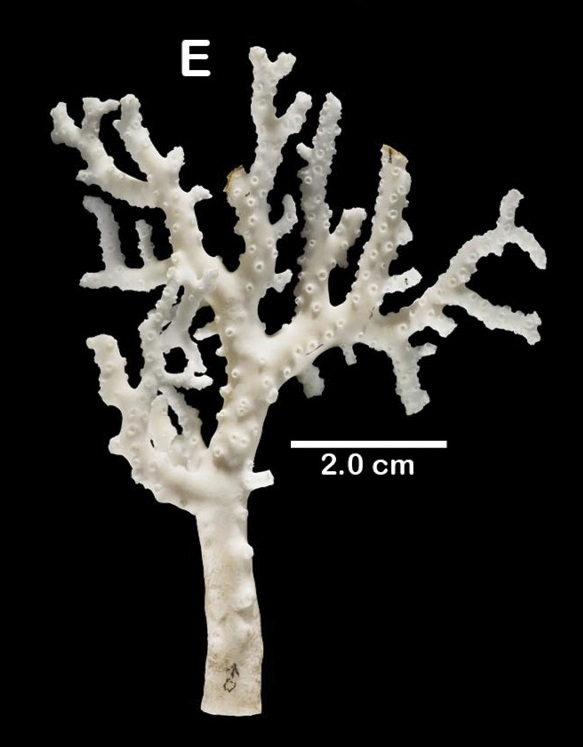
Stylaster leptostylus
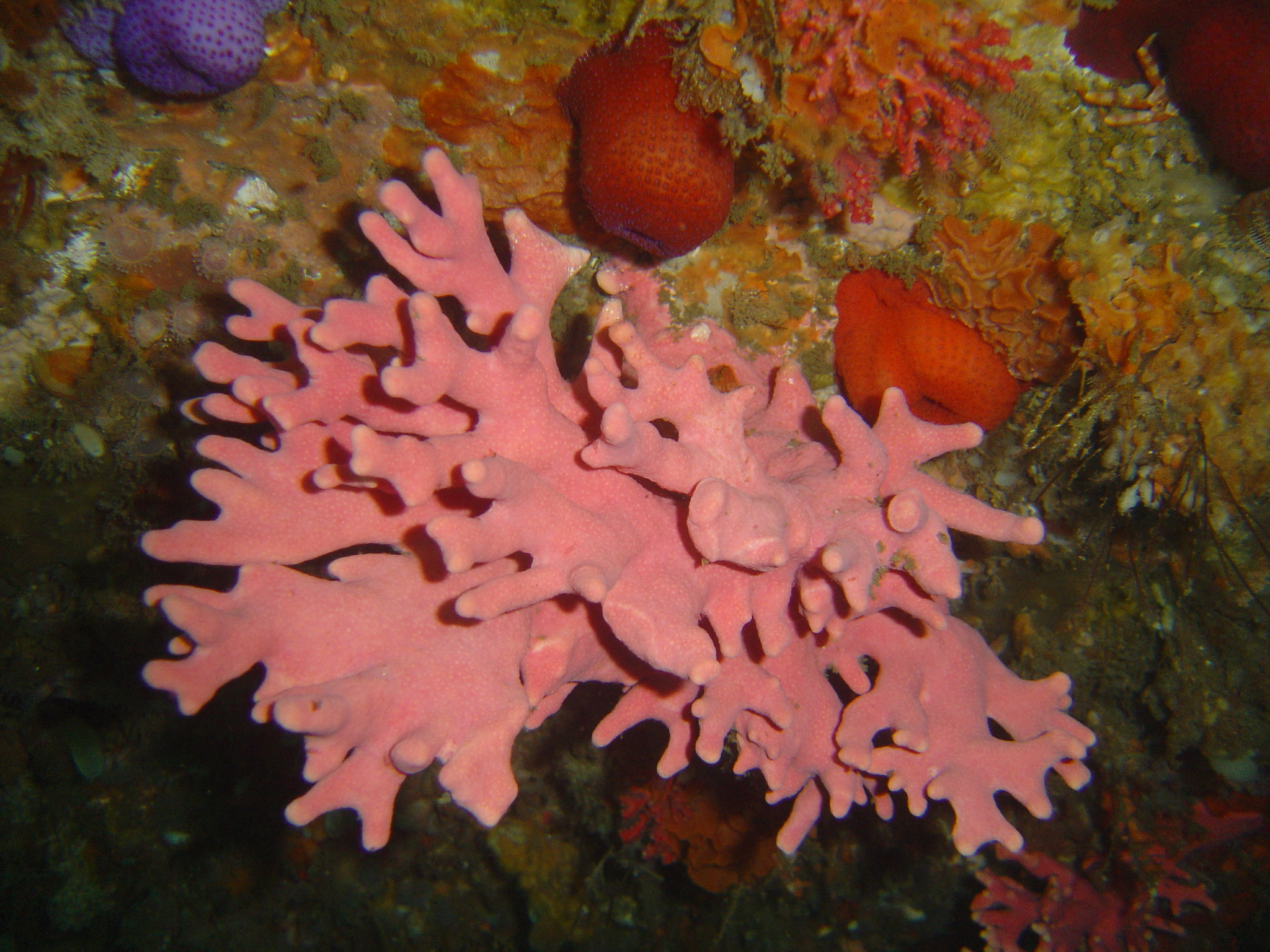
Stylaster nobilis
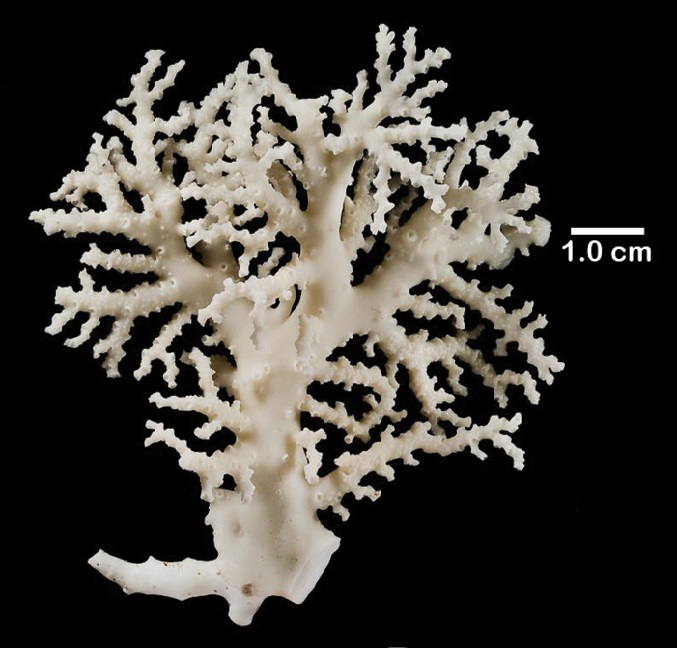
Stylaster parageus
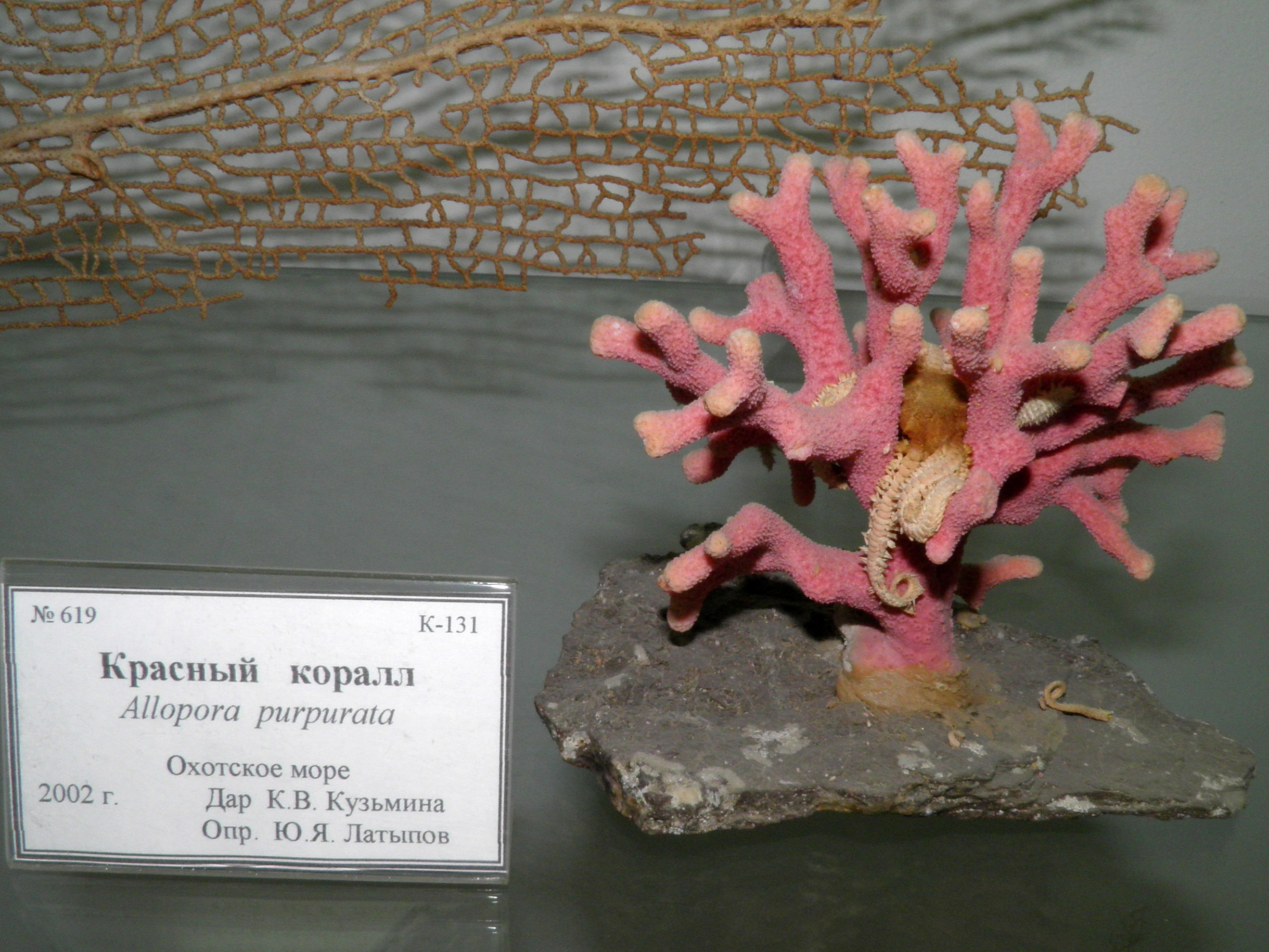
Stylaster purpuratus
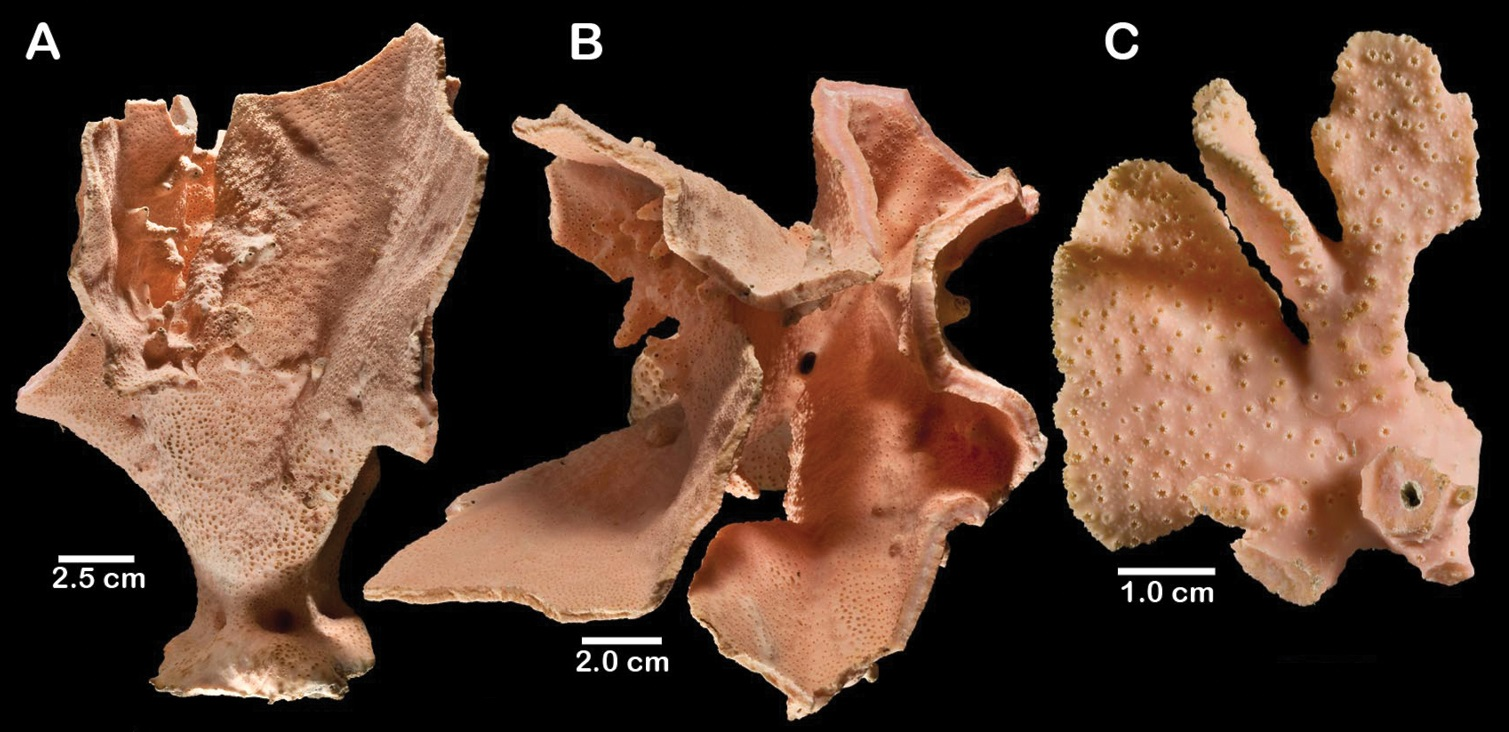
Stylaster repandus
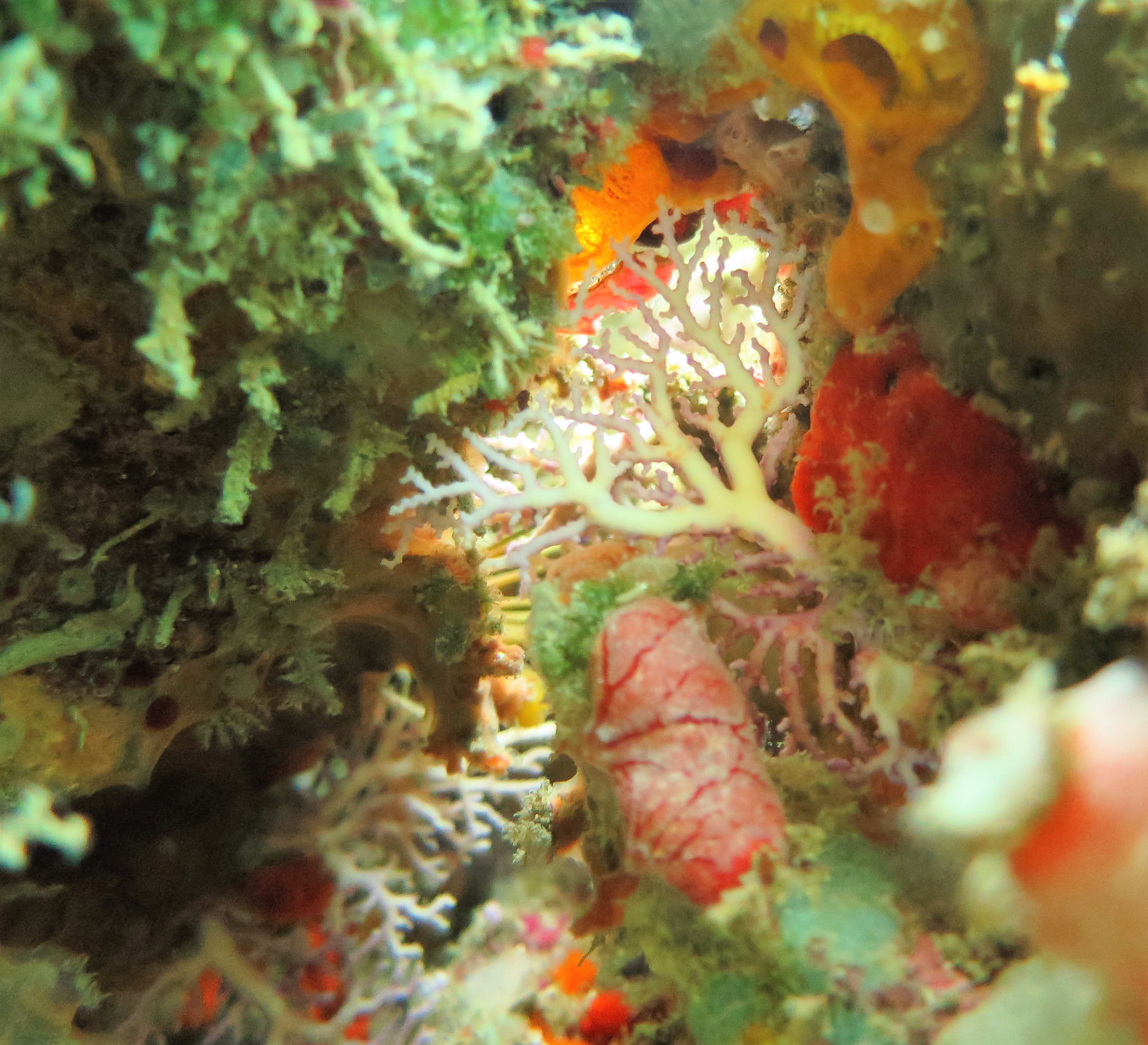
Stylaster roseus
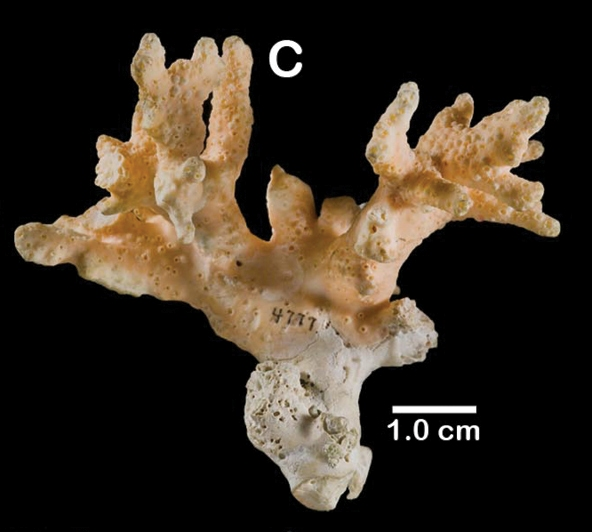
Stylaster stejnegeri
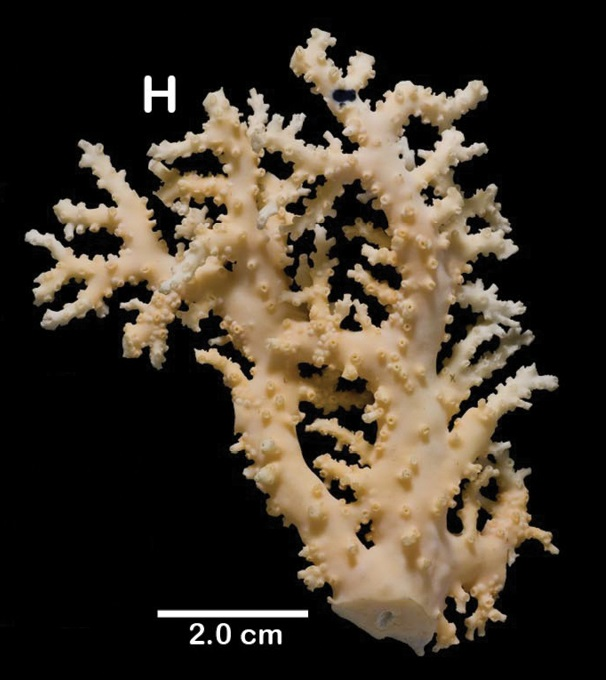
Stylaster trachystomus
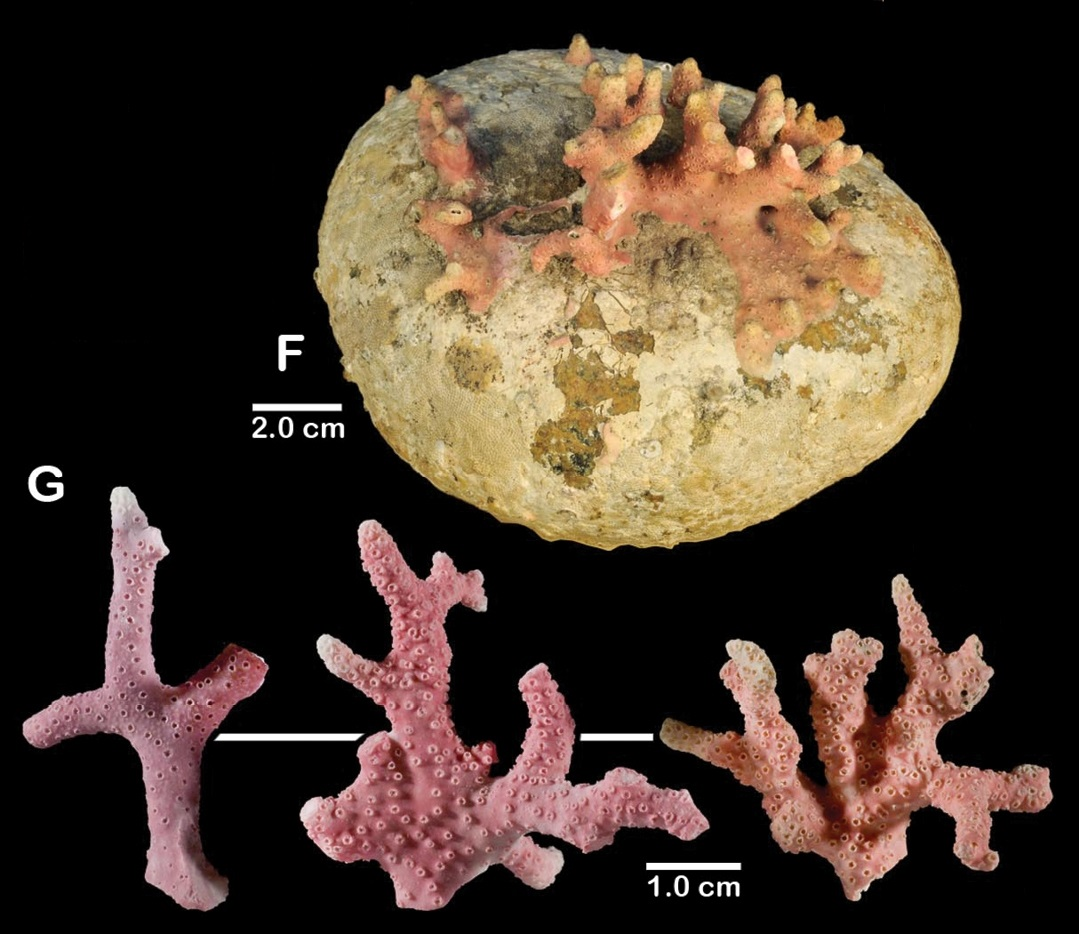
Stylaster venustus

## Morfología

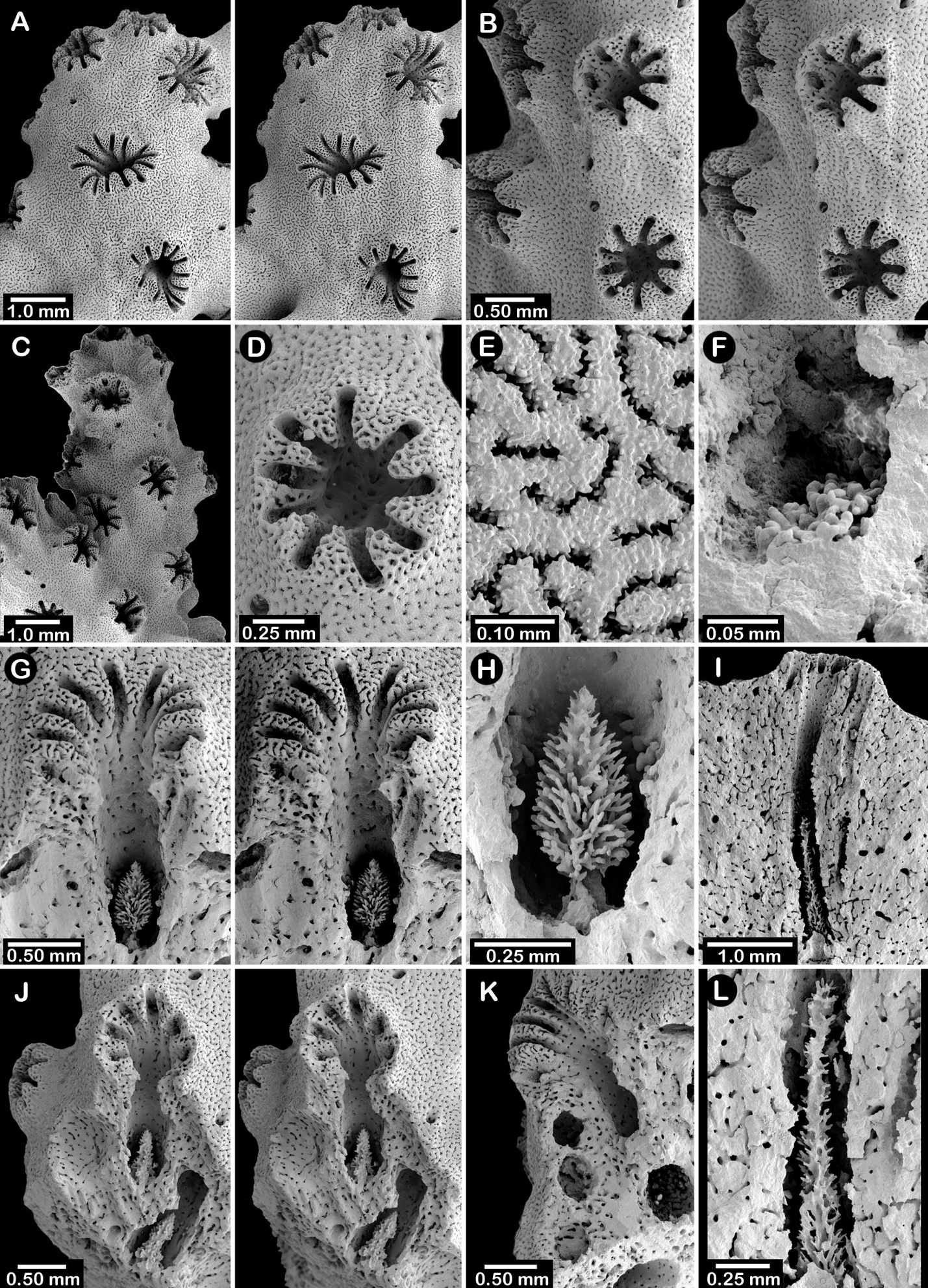
Stylaster brochi. A vista estéreo de ciclosistemas en la punta de una rama B vista estéreo de ciclosistemas y dactiloporos C punta de rama D ciclosistema E textura del coenosteum F dactliostilo G vista estéreo de sección longitudinal de ciclosistema H un gastrostilo rodeado por su anillo de empalizada I, L un gastrostilo alargado J sección longitudinal de ciclosistema mostrando curvatura del tubo del gastroporo, ampulla hembra seccionada, y dos gastrostilos K sección transversal de varias ampulla macho y un tubo de gastroporo.

Las colonias se desarrollan en forma ramificada, bien en forma de abanico o de arbusto, tan sólo una especie es laminar. Sus estructuras calcáreas son más frágiles que los esqueletos usuales de los corales duros, orden Scleractinia.
La parte común del esqueleto colonial, o coenosteum, normalmente es reticulado-granular, aunque puede ser lineal-imbricado. Puede ser de diferentes colores y durezas. Está repleto de diminutos poros, generalmente de forma circular, y con frecuencia rodeados de una especie de empalizada, aunque en algunas especies aparecen poros estrellados, como con los septos de los corales escleractinios. Los poros son de tres tipos: gastroporos, dactyloporos, o ampullae, y están relacionados con los tres tipos de pólipos que posee el animal. Los gastroporos tienen mucho mayor diámetro que los dactyloporos. Los dactyloporos están dispuestos alrededor de cada gastroporo, en una estrategia para ganar eficiencia a la hora de digerir mediante los pólipos gastrozoos las presas capturadas con los tentáculos de los pólipos dactylozoides. Esta disposición de los poros se denomina ciclo-sistema, y su ocurrencia prolifera en las partes extremas de las ramas, y/o en las caras del corallum, o uniformemente sobre toda la superficie de las ramas, pero no en una sola cara. El conducto del gastroporo es de una sola cámara.
Se trata de animales que poseen diferentes pólipos especializados, unos son defensivos, otros son de alimentación, y otros más son de reproducción. Los dactilozoides son defensivos y, al tiempo, su principal herramienta para captar alimento; permanecen en cavidades bajo la superficie del coral y emergen por la noche a través de los poros. Poseen tentáculos finos, como pelos, que presentan unas células urticantes denominadas nematocistos, empleadas en la caza de presas del plancton o para defender su espacio vital de otras especies. Los gastrozoos son los pólipos encargados de distribuir el alimento por la colonia, a través de una red de canales que recorre el cenénquima, o tejido común colonial. Y los pólipos gonozoides, se encuentran en cámaras, o ampullae, incrustadas en el coenosteum, y son los encargados de la reproducción.
El color del coenosteum puede ser blanco, amarillo, rosa, rojo, púrpura o violeta.

## Hábitat y distribución
Habita normalmente entre 1 y 1.485 m de profundidad, aunque se reportan localizaciones desde 0 hasta 4.698,5 metros, y en un rango de temperaturas entre -0.06 y 29.28 °C.
Son de distribución cosmopolita, y viven en todos los océanos, desde el Ártico al Antártico, en aguas frías y tropicales.

## Alimentación
No contienen algas zooxantelas, como la mayoría de los corales duros de la clase Anthozoa, por lo que su alimentación consiste exclusivamente en plancton que atrapan con los tentáculos de los pólipos dactilozoides, y en materia orgánica disuelta en el agua. Se alimentan de especies de diminutos crustáceos como copépodos, de los géneros Acartia, Brachyscelus, Centropages, Corycaeus, Oithona, Oncaea, Paracalanus; isópodos como Eurydice; tunicados como Oikopleura, Fritillaria; quetognatos como Krohnitta; o anfípodos como Glossocephalus.

## Reproducción
Se reproducen asexualmente mediante gemación, y sexualmente, expulsando medusas al agua desde unas estructuras llamadas ampullae. Las medusas contienen los órganos reproductores que lanzan al exterior los huevos y el esperma. En este tipo de reproducción, por tanto, la fecundación es externa.  Los huevos fertilizados, una vez en el exterior, permanecen a la deriva arrastrados por las corrientes varios días, más tarde se forma una larva que cae al fondo, se adhiere a él y comienza su vida sésil, secretando carbonato cálcico para conformar un esqueleto individual, posteriormente se reproducen por gemación, dando origen a la colonia, y al esqueleto colonial, denominado corallum.